# Boscia cauliflora
Boscia cauliflora là một loài thực vật có hoa trong họ Capparaceae. Loài này được Wild mô tả khoa học đầu tiên năm 1958.